# سیارک ۱۸۵۰
سیارک ۱۸۵۰ (به انگلیسی: 1850 Kohoutek، نامگذاری:1942EN) هزار و هشتصد و پنجاهمین سیارک کشف شده‌است که در ۲۳ مارس ۱۹۴۲ و در هایدلبرگ کشف شد.
قدر مطلق سیارک برابر ۱۲٫۸۰ است.